# Pforzheim
Pforzheim 119 000 lakosú város Németország Baden-Württemberg tartományában.

## Történelem
90-ben római polgárok erődítményt emeltek a város helyén, amelyet Portusnak hívtak. Úgy vélik, innen ered a város nevének első fele. 259-260-ban az erődítményt frank és alleman törzsek lerombolták. 1067-ben először említik a dokumentumok a  várost IV. Henrik iratában Phorzheim néven. 1080 előtt a város vásári jogokat kapott. 1322-ben felépült a város első kórháza. 1549-ben egy tűzvész komoly károkat okozott a városban. Az első vasútvonal 1861-ben épült meg Wilferdingen és Pforzheim között. 1938 november 9-én- a Kristályéjszaka során megrongálták a pforzheimi zsinagógát. 1940-ben a város zsidó lakosságát a franciaországi Gursi koncentrációs táborba deportálták, ahol a 195 deportáltból 55 menekült meg. 1945-ben bombázások során legalább 17600 ember halt meg, és súlyos károk érték a várost, az épületek 83%-a megsemmisült. 1945 és 1965 között a város fokozatosan újjáépült. 1951-1952-ben 5 új híd készült el. 1968-ban egy tornádó során 2 ember meghalt, 200 megsérült, valamint több ezer ház megrongálódott. 1975. január 1-jén a város lakossága elérte a 100 000 főt,így nagyvárosi rangot kapott. 4 évvel később megnyílt a városi múzeum, 2000-ben pedig a galéria is.

## Földrajz
A Fekete-erdő keleti részén fekszik. Legfontosabb folyói a Würm és a Nagold. Éghajlata kontinentális, az évi középhőmérséklet 11 °C, a nyári 21 °C, a téli 1 °C, hó gyakran hullik.

## Politika
a két „másik“ (Sonstige):
- 1 OLEP
- 1 LBBH

## Gazdaság
A város híres az ékszer- és az órakészítéséről, ezért aranyvárosnak is hívták. Ma ezek az iparágak már kisebb részt tesznek ki a gazdaságból, 11 000 embert foglalkoztatnak. Fontos a gépgyártás. A turizmus egyre nagyobb szerepet kap.

### Közúti közlekedés
A várost érinti az A8-as autópálya.

## Oktatás
A műszaki és természettudományi egyetemnek 4600 hallgatója van. 1992-ben alakult. Az órakészítő- és kovácsszakiskolája egyedülálló Európában, sok külföldi diák jár az intézménybe.

## Népesség
A város lakosságának 17,1%-a volt külföldi 5912 török, 3920 olasz, 3100-an pedig a volt Jugoszlávia területéről érkeztek.
Csatolt városrészek:
- Brötzingen 1301 fő
- Dillweißenstein 461 fő
- Haidach 76 fő
- Hagenschieß 1623  fő
- Würm 822 fő
- Hohenwart 492 fő
- Büchenbronn 1114 fő
- Huchenfeld 947 fő
- Eutingen an der Enz

## Látnivalók
- NDK-múzeum
- Ásványmúzeum
- Ékszermúzeum a Reuchlinhausban
- Városi múzeum

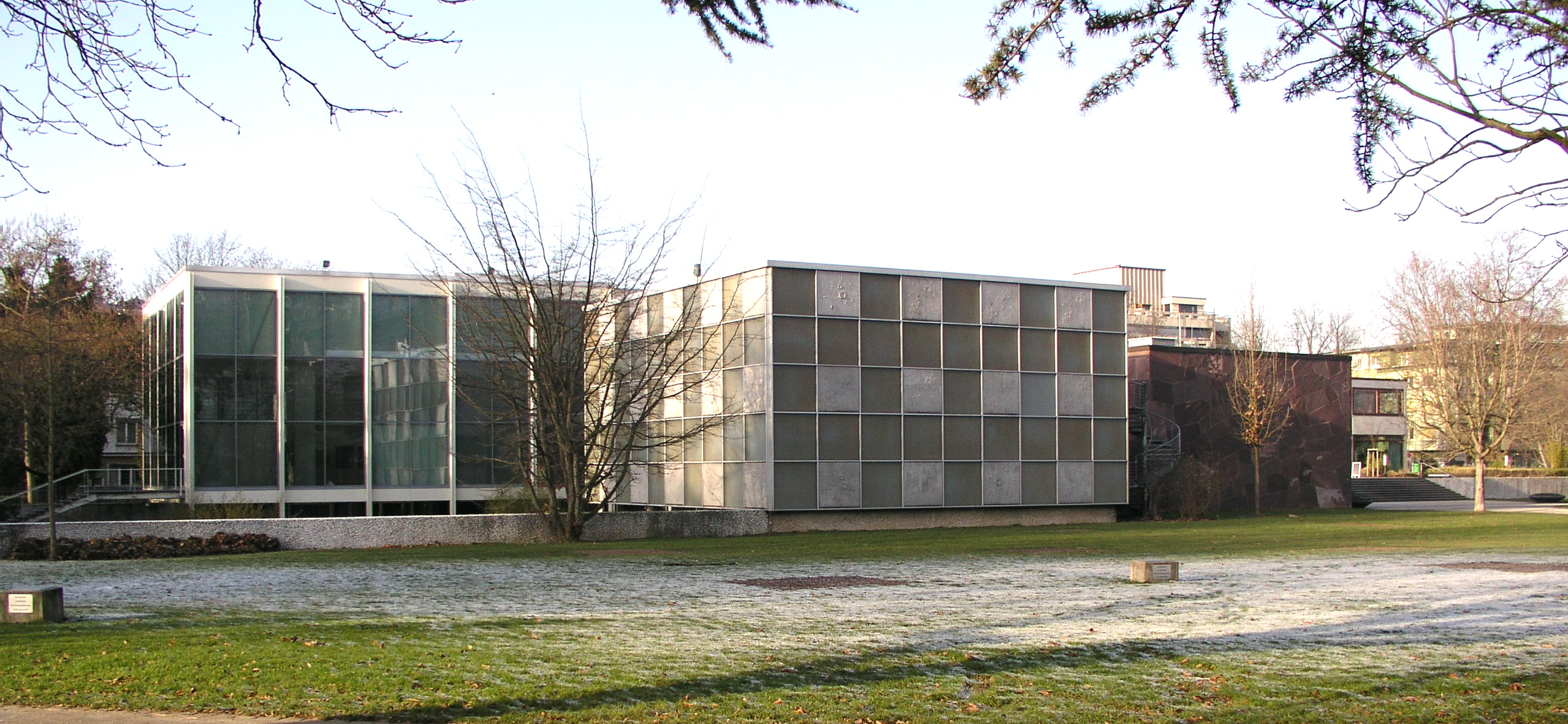
Az Ékszermúzeum

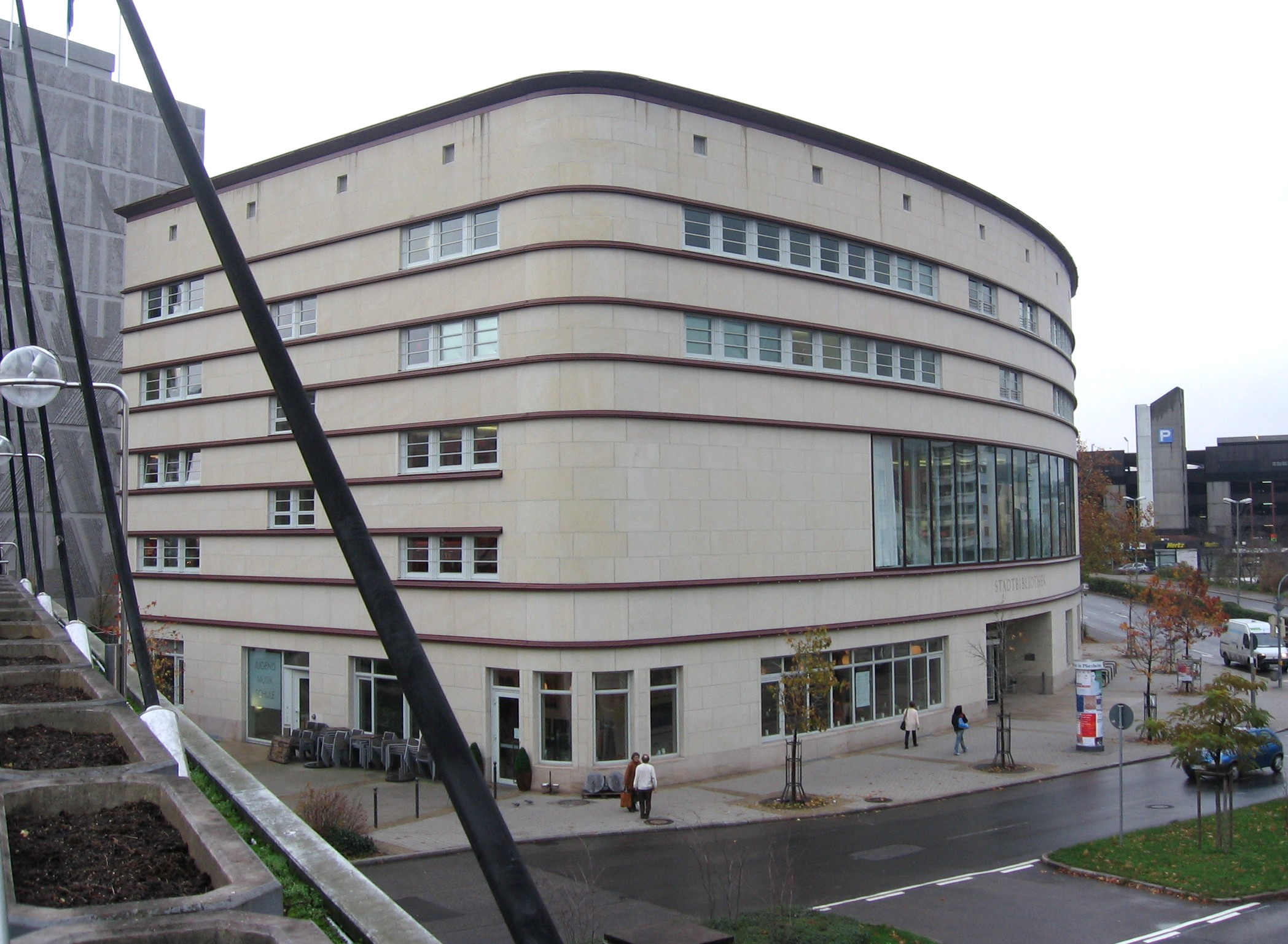
A városi könyvtár

- Gasometer Pforzheim, gáztartályból kialakított kiállítóhely, melyben Yadegar Asisi ókori római témájú panorámája tekinthető meg
- Szent Mihály katolikus templom
- Szent Márton evangélikus templom
- Brötzingeni evangélikus templom
- Mecset

## Média
A város két napilapja a Pforzheimer Zeitung és a Pforzheimer Kurier.

## A város szülöttei
- Johannes Reuchlin (1455–1522) filozófus
- Stephan Heinrich von Häffner, Pforzheim város albírája (1609 – 1623)
- Nikolaus Gerbel, humanista
- Guillermo Kahlo (1871−1941) német származású mexikói fotóművész, Frida Kahlo festőművész apja
- Dieter Kosslick, (* 30. Mai 1948), a berlini filmfesztivál igazgatója
- Manfred Mohr festő, informatikus
- Heinrich Otto Wieland, (1877–1957) Nobel-díjas kémikus, 1927
- Fritz Todt, (1891–1942) építőmérnök, náci miniszter
- Silke Lippok, úszónő

## Sport
A város labdarúgócsapata az FC Pforhzeim. 1896-ban alapították, jelenleg az ötödosztályban szerepel. A brözingeni stadionban játszanak, amely 1913-ban épült és 20 000 fő befogadására alkalmas.

## Testvérvárosok
- Gernika-Lumo  (1989 óta)
- Saint-Maur-des-Fosses  (1989 óta)
- Vicenza (1991 óta)